# LKW-Modellbau

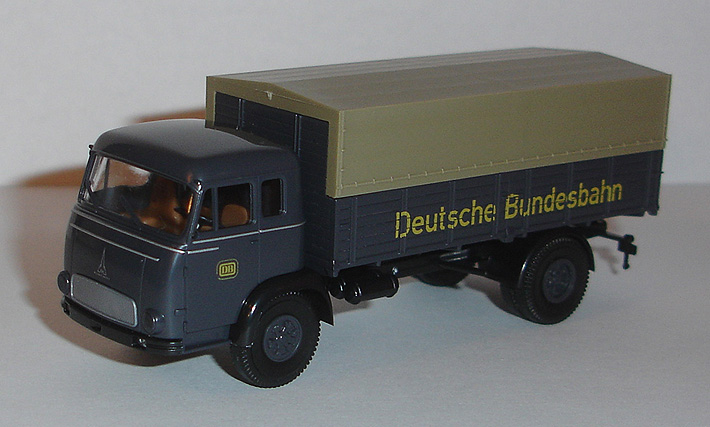
LKW von Magirus-Deutz als Modell von Brekina

Der LKW-Modellbau ist eine Sparte des Modellbaus, die meist als Hobby ausgeführt wird.
Dabei werden die großen Originale in einem kleineren Maßstab nachgebildet. Intention des Modellbauers ist es, das Original so detailliert wie möglich nachzubilden.
Bevorzugte Maßstäbe sind dabei:
- 1:8 (R.Schink)
- 1:12 (MTS Bönning)
- 1:13,2 (Tamiya)
- 1:14,5 (ScaleART + Stahl-Modellbau, Wedico, Robbe)
- 1:16 (Robbe)
- 1:24–1:25 (Revell + kleine Laster)
- 1:32 (Siku + Universal Hobbies[1])
- 1:50 (Universal Hobbies[2])
- 1:87 (Herpa usw.)

Es haben sich im LKW-Modellbau zwei Gruppen herausgebildet: Zum einen die Standmodelle, die meist in Vitrinen zu bestaunen sind, und die so genannten LKW-Funktionsmodelle, die mit zum Teil sehr komplexen, meist elektrischen Hilfsmitteln zum Leben erweckt werden. Die Energie für die Funktionalität wird dabei meist in speziellen Akkupacks mitgeführt, die versteckt im Modell platziert werden.
Die immer weiter voranschreitende Miniaturisierung der Fernsteuertechnik hat in den letzten Jahren dazu geführt, dass immer kleinere LKW-Modelle gebaut werden. So werden auch schon Modelle im Maßstab 1:87 (das entspricht dem Eisenbahnmaßstab H0) als Funktionsmodell gebaut. Mittlerweile (Stand 2006) gibt es auch industriell gefertigte funkgesteuerte LKW in diesem Maßstab.
Bei diesen Modellen wird oft die Technik, wie sie bei den Großen eingesetzt wird, im entsprechenden Maßstab originalgetreu und natürlich funktionierend nachgebaut.
Realisierbare funkferngesteuerte Funktionen sind beispielsweise:
- stufenlose Fahrfunktion
- stufenlose Lenkfunktionen, zum Teil an mehreren Achsen
- Einschalten aller möglichen Beleuchtungsfunktionen
  - Fahrlicht,
  - Rückfahrscheinwerfer,
  - Kurvenlicht,
  - Arbeitsbeleuchtung,
  - Zusatzscheinwerfer,
  - Fernlicht,
  - Bremslicht,
  - Nebelscheinwerfer
- hydraulische Lenk-, Antriebs- und Kranfunktionen
- Schalten von mehrstufigen Getrieben
- Bremsfunktion
- eingebaute Kameras mit Funkübertragungssystemen
- An- und Abkuppeln von Anhängern und Anbaugeräten (zum Beispiel landwirtschaftliche Ackergeräte)
- Schalten der Differentialsperren
- Scheibenwischer

Es hat sich ein eigener Wirtschaftszweig gebildet. So gibt es einige große Modellbauhersteller, die Baukästen und Bausätze von LKW herstellen und vertreiben. Andererseits gibt es eine Vielzahl von kleinen Firmen, die meist in Kleinserienfertigung Bauteile anbieten, um diese Modelle dann zu verschönern oder zu erweitern, oder auch ganze Modelle fertigen.
Wegen der durch die Kleinserienfertigung meist vergleichsweise hohen Kosten verbreitet sich diese Sparte des Modellbaus nicht so stark. So hat diese Sparte auch etwas mit Überalterung zu kämpfen, da ein Jugendlicher meist nicht die 500 bis 5000 Euro für dieses Hobby aufbringen kann, die man für einen Baukasten und das nötige Zubehör wie Fernsteuerung, Werkzeuge, Servomotoren und Akkumulatoren aufbringen muss.
Aus dem Funktionsmodellbau haben sich weitere Sparten herausgebildet, nämlich der Bau von:
- Baumaschinen (Bagger, Radlader, Laderaupen, Straßenwalzen, Kipper …)
- Landwirtschaftliche Maschinen (Traktoren …)
- Miniaturmodelle (bis zu 1:43)
- Gabelstapler
- Blaulichtmodelle, wie zum Beispiel Feuerwehr oder THW

## Meisterschaft
1991 haben sich auch die Modelltrucker zusammengetan und die Deutsche Minitruck-Meisterschaft ins Leben gerufen. Hier werden sowohl Fahrgeschicklichkeit wie auch Baugeschicklichkeit bewertet.